# Acide méthacrylique
L'acide méthacrylique ou acide méthylacrylique est un acide carboxylique de formule brute C4H6O2.

## Historique
L'histoire de l'acide méthacrylique commence en 1865, année où il est synthétisé pour la première fois à partir du méthacrylate d'éthyle. Il faut toutefois attendre les travaux de Otto Röhm sur la polymérisation pour que l'intérêt devienne commercial en 1901. Ce dernier fonda une compagnie et après la Première Guerre mondiale, développa une voie de synthèse à partir de la cyanohydrine d'éthylène (2-cyanoéthanol), puis plus tard en compagnie de Walter Bauer, il utilisa la cyanohydrine d'acétone (2-cyano-2-propanol). En 1931, il obtint un polymère solide transparent qui est considéré comme un des premiers verres organiques.

## Propriétés physico-chimiques
L'acide méthacrylique est très réactif avec les groupes carboxyles, vinyles et esters.
Les principales réactions sont:
- Addition sur la double liaison carbone-carbone

Addition de groupes cyanures, halogénures, alcools, de sulfures ou d'amines conduit à des dérivés de l'acide 2-méthylpropanoïque
- Réaction de Diels-Alder

Réaction avec des diènes selon le schéma de la réaction de Diels-Alder.
- Estérification

Estérification avec des alcools qui produit des esters.
- Polymérisation

L'acide polymérise facilement en présence d'initiateurs radicalaires (peroxydes, UV). L'absence d'oxygène est nécessaire sous peine de former des radicaux hydroperoxydes. Les monomères peuvent être récupérés après polymérisation par chauffage à des températures de plus de 300 °C.